# Сабелья, Алехандро
Алеха́ндро Сабе́лья (исп. Alejandro Javier Sabella; 5 ноября 1954, Буэнос-Айрес — 8 декабря 2020, Буэнос-Айрес) — аргентинский футболист и футбольный тренер.

## Биография

### Игровая карьера
Алехандро Сабелья начал заниматься в молодёжной школе «Ривер Плейта» в начале 1970-х годов. В чуть более старшей возрастной категории был Норберто Алонсо, который вскоре попал в основную команду и быстро завоевал место в основе и любовь болельщиков. Алонсо и Сабелья действовали на одной позиции, так что более молодому Сабелье это в некоторой мере мешало полностью реализовать свой потенциал в первые годы профессиональной карьеры. В 1975 году «Ривер» впервые за 18 лет стал чемпионом Аргентины, и болельщики возвели Алонсо в ранг кумира. Но год спустя Алонсо перешёл в марсельский «Олимпик», и Сабелье наконец был дан шанс в полной мере проявить себя. Он сыграл ключевую роль в победе «Ривера» в чемпионате страны 1977 года (Метрополитано). Однако Анхель Лабруна, возглавлявший «Ривер» в те годы, всё же решил расстаться с Сабельей после возвращения в команду Норберто Алонсо.
Сабелья принял предложение от английского клуба «Шеффилд Юнайтед», который до того безуспешно пытался выкупить у «Архентинос Хуниорс» Диего Марадону. 19 июля 1978 года был оформлен трансфер Сабельи в «Шеффилд Юнайтед» за 160 тысяч фунтов стерлингов. Там он провёл 2 сезона, однако общий уровень команды был не очень высоким, и «Юнайтед» вылетел в  Третий дивизион. Также у руководства команды были претензии к тому, что Сабелья часто увлекался контролем мяча и поэтому забивал не так много, как от него ожидали. В 1980 году был оформлен переход за 400 тысяч фунтов в «Лидс Юнайтед», где Алекс, как прозвали Сабелью в Англии, провёл лишь сезон.
Одним из самых успешных этапов в игровой карьере Сабельи стало возвращение в Аргентину и выступление в «Эстудиантесе» в 1982—1985 годах. За этот период Алехандро был вызван в сборную Аргентины, приняв с ней участие в Кубке Америки 1983 года, а в составе клуба он ещё дважды становился чемпионом Аргентины.
В 1986—1987 годах Сабелья выступал за бразильский «Гремио» и аргентинский «Феррокариль Оэсте». В 1988 году он завершил карьеру футболиста в ставшем ему родным «Эстудиантесе».

### Тренерская карьера
В 1990-е и 2000-е годы Сабелья в основном работал в тренерском тандеме с Даниэлем Пассареллой в качестве ассистента. Вместе они работали в итальянской «Парме», сборной Уругвая, мексиканском «Монтеррее», бразильском «Коринтиансе». В 2006 году они вернулись в «Ривер Плейт».
15 марта 2009 года Алехандро Сабелья впервые самостоятельно возглавил футбольный клуб. Великолепная кампания «Эстудиантеса» в Кубке Либертадорес 2009 увенчалась гостевой победой на Минейрао над «Крузейро» 2:1 в ответном финальном матче турнира. «Эстудиантес», четырежды становившийся чемпионом Аргентины, завоевал под руководством Сабельи свой четвёртый в истории Кубок Либертадорес спустя 39 лет после предыдущего триумфа.
3 февраля 2011 года Сабелья подал в отставку с поста тренера «Эстудиантеса».
29 июля того же года Алехандро возглавил сборную Аргентины, сменив на этом посту Серхио Батисту. Под его руководством «альбисилесте» впервые с 1990 года вышла в финал чемпионата мира, уступив там со счётом 0:1 сборной Германии. После окончания чемпионата мира покинул пост главного тренера сборной Аргентины.
Алехандро Сабелья умер 8 декабря 2020 года из-за внутрибольничного вируса, вызвавшего осложнения на сердце, в возрасте 66 лет. 18 декабря 2020 года во время собрания политической коалиции «Всеобщий фронт» губернатор провинции Буэнос-Айрес Аксель Кисиллоф заявил, что руководство региона приняло решение дополнить название стадиона в Ла-Плате именем Диего Армандо Марадоны, ушедшего из жизни 25 ноября 2020 года. Кроме того, одна из трибун стадиона будет названа в честь Алехандро Сабельи. Дата официального переименования пока не названа.

## Достижения

### Как игрок
- Чемпион Аргентины (5): 1975-М, 1975-Н, 1977-М, 1982-Н, 1983-Н

### Как тренер
- Победитель Кубка Либертадорес (1): 2009
- Чемпион Аргентины (1): 2010 (Апертура)

Сборная Аргентины
- Серебряный призёр чемпионата мира (1): 2014